# 穆沙尔
穆沙尔（法語：Mouchard，法語發音：[muʃaʁ]），法国东部市镇，位于勃艮第-弗朗什-孔泰大区汝拉省，隶属于多勒区，其市镇面积为6.18平方公里，2022年1月1日时人口数量为1,094人，在法国城市中排名第9,388位。
穆沙尔位于汝拉省东北部，汝拉山西北侧，是一个区域性的交通枢纽，多条公路在此交汇。穆沙尔站是弗朗什-孔泰地区的一个重要铁路中转站，第戎－瓦洛尔布铁路和穆沙尔－布雷斯地区布尔格铁路在此交汇。

## 地名来源
穆沙尔一名的来源及含义均尚有待考证。

## 历史
穆沙尔的早期历史尚不清楚，中世纪时穆沙尔长期为勃艮第伯国的一部分，法国大革命后穆沙尔成为汝拉省的一个市镇。工业革命时期修建的穆沙尔站使得穆沙尔成为区域性的铁路枢纽，其附近因此出现了一些工业部门。第二次世界大战期间，穆沙尔火车站曾作为战略目标而遭到墨索里尼军队的轰炸。1972年，塞尔泰梅里（Certéméry）整体并入穆沙尔的市镇范围内。

## 地理

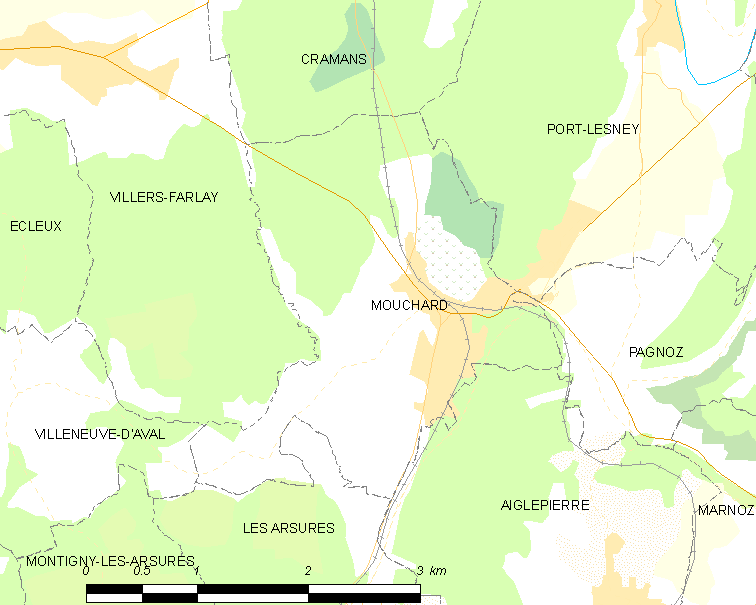
穆沙尔市镇范围地图

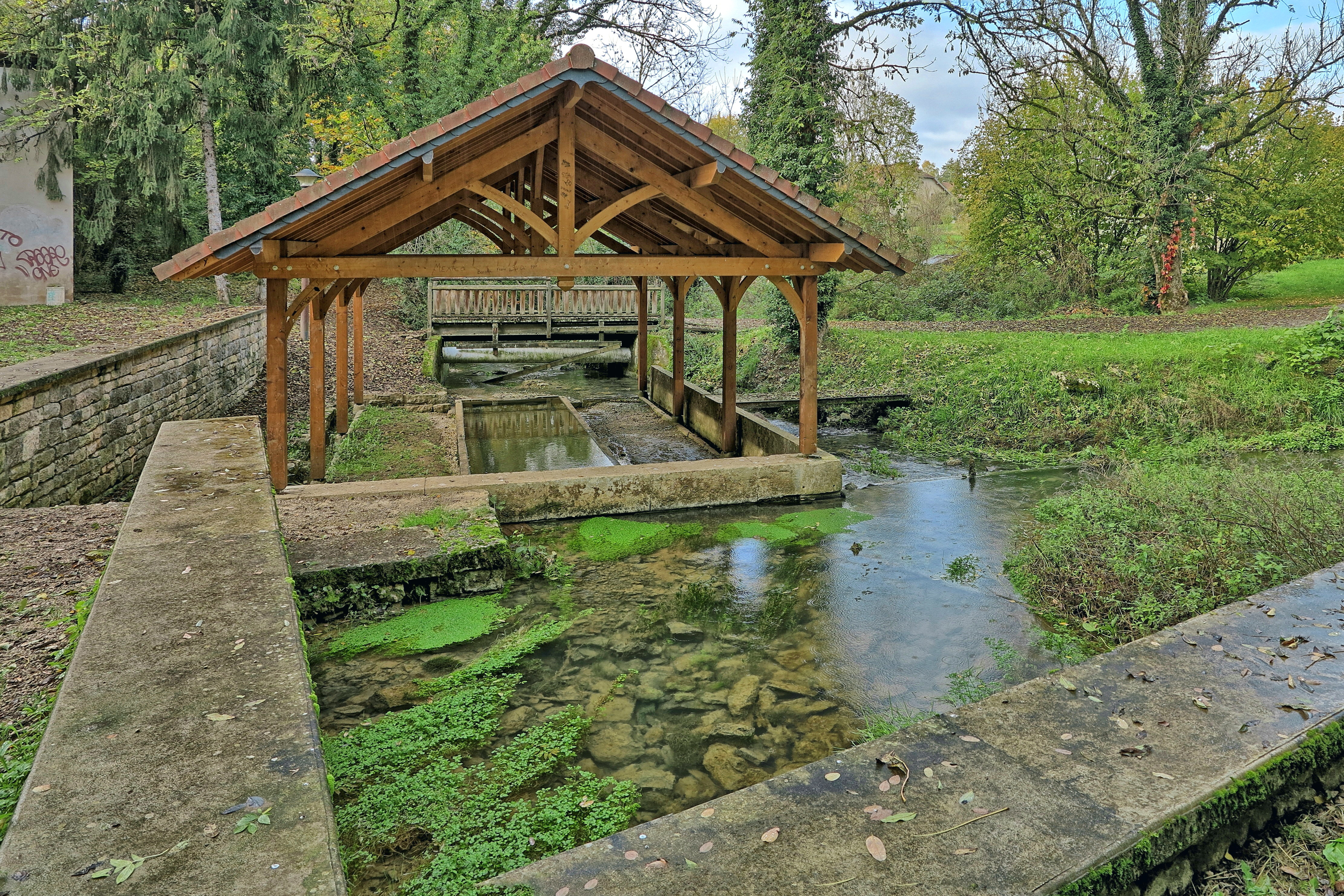
位于穆沙尔境内的一处水源

穆沙尔位于法国东部，勃艮第-弗朗什-孔泰大区东部和汝拉省东北部，距离省会隆斯勒索涅大约46公里。与穆沙尔接壤的市镇包括：克拉芒、艾格勒皮埃尔、莱萨叙尔、帕尼奥、莱内港、阿瓦勒新城、维莱法莱。

### 地形
穆沙尔位于汝拉山西北部地区，境内以丘陵为主，市镇中心地势较为平坦，总体地势自北向南逐渐抬升，全境海拔在244到382米之间。

### 水文
穆沙尔位于罗讷河流域范围内，拉里讷河的一条支流发源于穆沙尔市镇范围内。

### 植被
穆沙尔属于温带阔叶混交林区，林地广泛分布于市区四周的坡地地区，市镇北部部分山麓区域开辟有葡萄酒种植园。
在鲜花城市的评比中，穆沙尔暂未被评级。

### 气候
穆沙尔在柯本气候分类法中属于带有大陆性及山地气候特征的温带海洋性气候。

## 行政区划
穆沙尔的市镇编号为39370，邮政编号为39330。
在行政管理方面，穆沙尔隶属于法国勃艮第-弗朗什-孔泰大区汝拉省多勒区；在地方选举方面，穆沙尔隶属于蒙苏沃德雷县，其市镇范围全境被划入汝拉省第三选区；在社会管理方面，穆沙尔是勒瓦勒达穆尔市镇公共社区的组成部分。
法国国家统计与经济研究所（简称）在进行数据统计时，未将穆沙尔划入任何城市核心区（Unité urbaine）、城市区（Aire urbaine）以及城市辐射区（Aire d'attraction）内。此外，还将穆沙尔市镇整体看作一个“块区”（IRIS），以便于统计人口分布情况。

## 交通

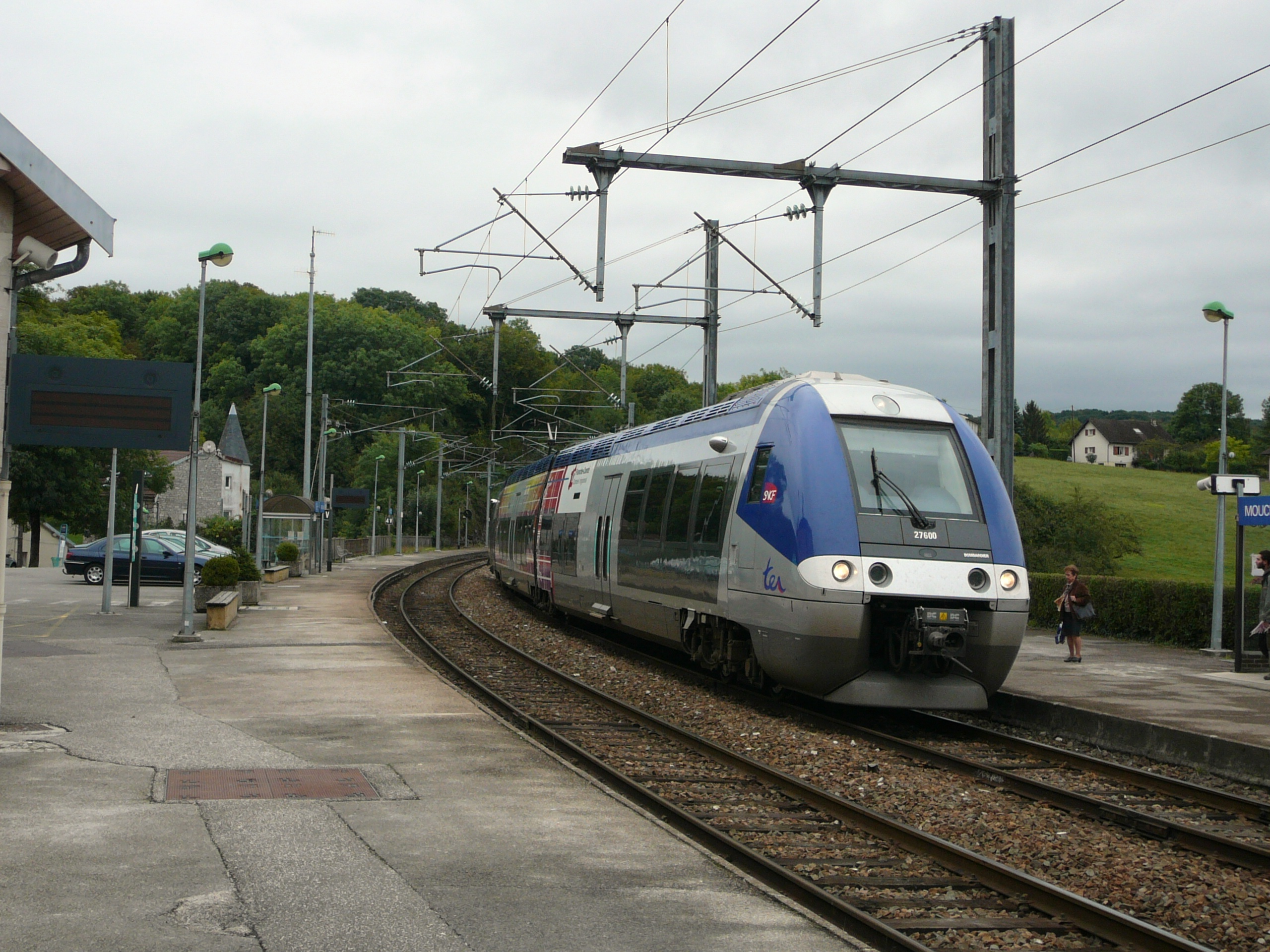
穆沙尔站内停靠的一辆区域列车

### 公路
法国国道N83线和汝拉省省道D272线、D472线在穆沙尔境内交汇，勃艮第-弗朗什-孔泰大区下属的城际客运提供校车巴士线路，可前往周边部分市镇。
2019年，73.3%的穆沙尔家庭拥有至少一辆私人汽车。2017年，穆沙尔境内共发生各类交通事故1起，造成1人遇难。
|  | 24 |

| 隆斯勒索涅 | 46 |

| 贝桑松 | 38 |

| 尚帕尼奥勒 | 33 |

### 铁路
穆沙尔站位于穆沙尔市区北部，是该地区的一个重要铁路中转站，第戎－瓦洛尔布铁路和穆沙尔－布雷斯地区布尔格铁路在此交汇，停靠前往贝桑松、多勒、蓬塔利耶、圣克洛德和里昂五个方向的区域列车。

### 航空
距离穆沙尔最近的民用航空站为多勒机场，距离穆沙尔市中心的公路里程约35公里。

### 城市公共交通
截至2022年11月，穆沙尔暂无城市公共交通系统。

## 政治

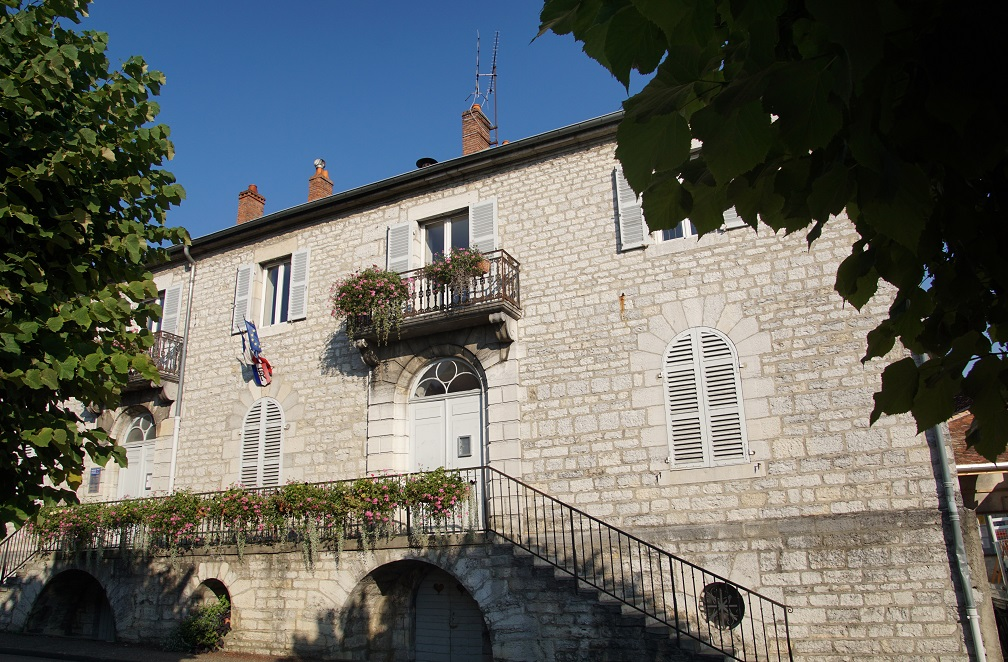
穆沙尔市政厅

穆沙尔的现任市长为桑德拉·海伦女士（Sandra HÄHLEN），她是一名右翼无党派人士，在2020年的市政选举中获得了51.28%的支持率。
在2022年的法国总统大选中，法国第25任总统埃马纽埃尔·马克龙在穆沙尔获得了58.1%的支持率。

## 人口
2019年，穆沙尔市镇人口数量为1,070，在法国排名第9,388位。其中男性607人，女性463人，75岁及以上人口占7.9%，外籍人口数量为16人，人口密度为173人/平方公里，当地居民被称为（男性）或（女性）。2020年，穆沙尔境内出生9人，死亡人口7人。
| 穆沙尔1901年－2019年人口变化情况 |
|                                  |
| 数据来源：Cassini、INSEE         |

## 经济
截止2022年11月，穆沙尔市镇范围内共有各类用人单位（包含自雇）147家，平均历史为21年，均为中小型企业（PME），2022年9月至11月间，当地的经济活力指数为0。（医疗）和（木材加工）是当地2021年营业额最高的三个企业，分别为2,497,458欧元和675,505欧元。

## 财政与居民收入
2020年，穆沙尔的财政收入总额为727,700欧元，财政支出总额为310,950欧元，当年的债务总额为1,125,090欧元。2021年，穆沙尔市镇共获得411,308欧元的国家财政补助，比上一年增加了4.02%。
2020年，穆沙尔的人均月收入总额为1,943欧元，低于法国平均水平（2,303欧元）。
2019年，穆沙尔境内的青壮年（15至64岁）失业率为11.0%，当地46.5%的家庭拥有纳税资格，平均纳税2,081欧元，低于法国平均水平（3,910欧元）。

## 社会事务

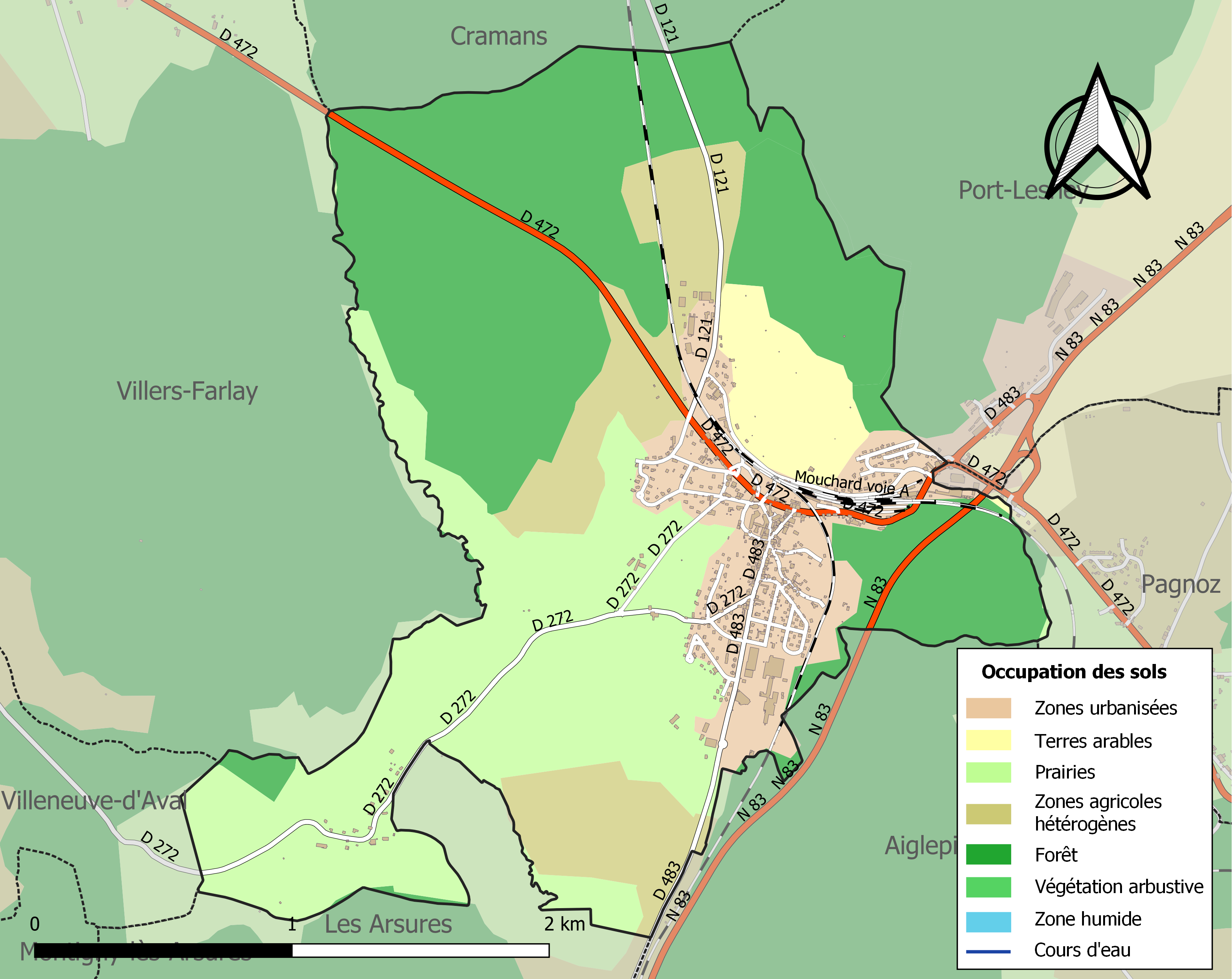
穆沙尔土地利用情况地图

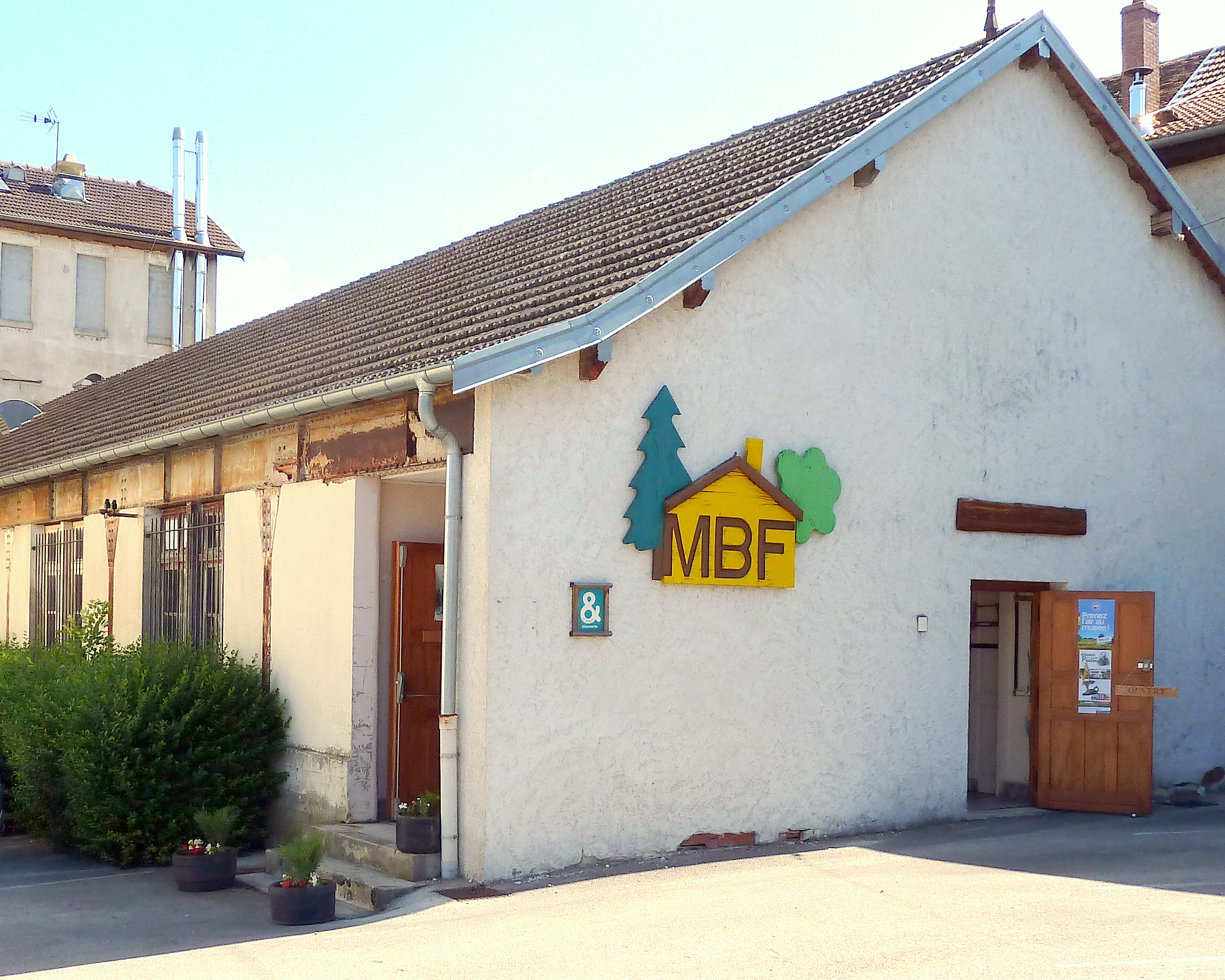
穆沙尔境内的一处文化中心

### 教育
穆沙尔属于贝桑松学区。截止2021年1月1日，穆沙尔境内共有1所小学、1所普通高中和1所职业高中。2018至2019学年度，穆沙尔境内共有在校中等教育阶段学生8名。

### 医疗
截止2021年1月1日，穆沙尔境内共有全科医生3名和保健师1名。境内共有药房1家。
距离穆沙尔最近的大区医疗机构为贝桑松大学中心医院（Centre hospitalier universitaire de Besançon），其主病区位于贝桑松市区西部，距离穆沙尔市区的正常车程约38分钟，该院设有床位1,253个，是当地规模最大的公立综合性医院。

### 住房
2019年，穆沙尔境内共有各类住房559套，其中61.9%为独立式居民区，37.6%为集中式居民区。常住房屋占穆沙尔市镇范围内居民建筑总量的86.4%。
在住房保障政策方面，2021年，穆沙尔境内共有114户家庭获得了住房经济补助，受益人数占总人口数量的10.7%，其中109份为房租补助。

### 商业
2021年，穆沙尔境内共有各类实体商铺23家，其中餐厅4家、面包房3家、书店1家、银行门店1家、美容美发店3家、汽车维修店4家。市区东北部建有一家Colruyt超市。

### 体育
2021年，穆沙尔境内共有1间体育馆、1处足球或橄榄球场以及1处篮球或排球场。
截至2022年11月，穆沙尔-阿尔克和瑟南足球俱乐部（Football Club Mouchard Arc-et-Senans，编号506624）是穆沙尔境内唯一的一家注册足球俱乐部，其主队2022至2023赛季参加汝拉省足球联赛乙组（法国第十级别），其主场为路易·雅韦尔球场（Stade Louis Javel）。

### 环境
穆沙尔的环境事务由其所属的勒瓦勒达穆尔市镇公共社区联合各级政府协调负责。2021年，穆沙尔境内暂无污染企业。

### 治安
2021年，穆沙尔市镇范围内有1处宪兵队。
穆沙尔及其附近的共201个市镇是多勒国家宪兵队（zone gendarmerie de Dole）的管辖范围。2020年，该宪兵队累计记录各类案件2,603起，其中盗窃类案件1,314起，经济类案件404起，毒品交易类案件87起。

## 文化

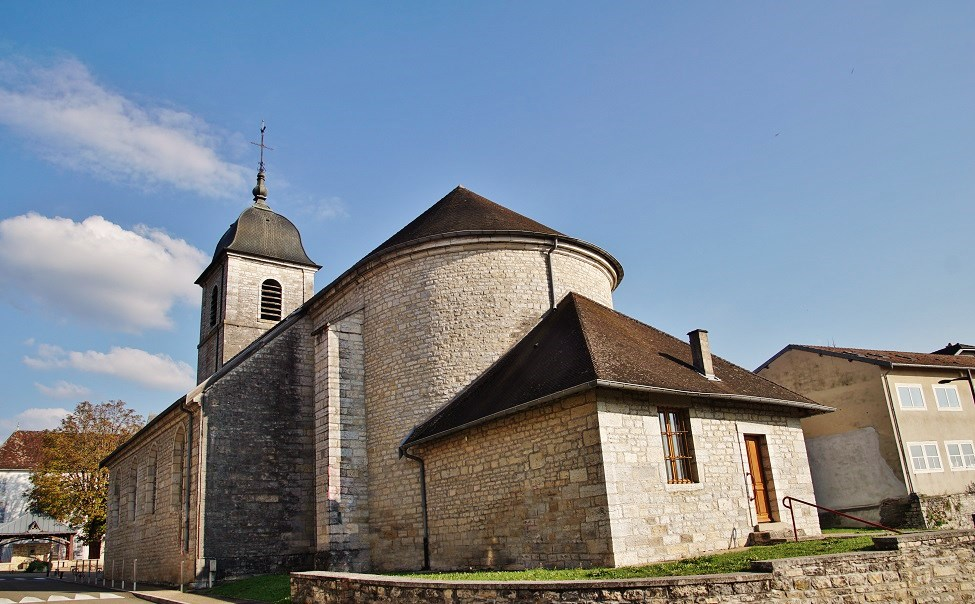
聖三一教堂

2021年，穆沙尔境内暂无任何文化设施。勒瓦勒达穆尔市镇公共社区在穆沙尔建有一处多媒体中心，每周二、三、五、六向公众开放。

### 建筑
穆沙尔境内有多处历史建筑，其中镇中心的圣三一教堂（Église de la Sainte-Trinité）是当地的地标性建筑物。

### 旅游
穆沙尔的旅游事务由其所属的勒瓦勒达穆尔市镇公共社区负责。2022年，穆沙尔境内暂无任何游客接待设施。

### 媒体
法国主要的媒体均可在穆沙尔接收，法国电视三台下属的勃艮第-弗朗什-孔泰大区频道在部分时段播出穆沙尔所属区域的地方新闻。《汝拉之声》、蓝色法兰西贝桑松广播、天主教法语区广播汝拉省分台等是当地主要的地方性媒体。

## 友好城市
截至2022年11月，穆沙尔共与一座城市互为友好城市关系：
- 德国 弗尔（1987年）[39]